# Bolesław Ulanowski
Bolesław Ulanowski (ur. 1 sierpnia 1860 w Brześciu nad Bugiem, zm. 27 września 1919 w Krakowie) – polski prawnik i historyk prawa, profesor i dziekan Wydziału Prawa Uniwersytetu Jagiellońskiego, członek Towarzystwa Historycznego we Lwowie.

## Życiorys
Syn Aleksandry z domu Borkowskiej (zm. 1912).
Filozofię i prawo studiował na Uniwersytecie Jagiellońskim w Krakowie. Studia uwieńczył w 1881 stopniem doktora filozofii, a w 1886 uzyskał doktorat prawa napisany pod kierunkiem Michała Bobrzyńskiego.
W 1883 studiował na Uniwersytecie Paryskim, w École de Chartres i Collège de France. W 1886 uzyskał habilitację w Uniwersytecie Jagiellońskim z zakresu historii prawa polskiego (O prawie azylu w Statutach Kazimierza Wielkiego). W wieku 28 lat (1888) został profesorem nadzwyczajnym prawa kościelnego i p.o. kierownikiem katedry tego prawa. Gdy miał lat 30 (1890) awansował na stanowisko profesora zwyczajnego prawa kanonicznego i historii prawa polskiego. Był również kierownikiem Katedry Prawa Polskiego. W 1893 został p.o. kierownikiem Katedry Prawa Niemieckiego. W połowie 1895 został mianowany konserwatorem na obwód sanocki w sekcji III dla archiwaliów.
W latach 1893/1894 i 1899/1900 pełnił funkcję dziekana Wydziału Prawa Uniwersytetu Jagiellońskiego. Od 1888 roku był członkiem krakowskiej Akademii Umiejętności. W 1903 pełnił funkcję sekretarza generalnego (faktycznie od 1901) Akademii Umiejętności, doprowadzając ją do największego rozkwitu w dotychczasowych dziejach. Od 1893 był dyrektorem krakowskiej Drukarni Uniwersyteckiej.
Wychował wielu uczniów, m.in. Stanisława Kutrzebę, Stanisława Estreichera, Rafała Taubenschlaga, Józefa Rafacza, Franciszka Bujaka, ks. Jana Fijałka, Adama i Stanisława Krzyżanowskich, Stanisława Zakrzewskiego, Zygmunta Lisowskiego, Abdona Kłodzińskiego.
Jego zainteresowania skupiły się na badaniu prawa Kościoła rzymskokatolickiego w dawnej Polsce przy uwzględnieniu jego związków z prawem powszechnym Kościoła. Przedmiotem badań były przy tym źródła praktyki sądowej. Zasłynął przede wszystkim ze swej działalności wydawniczej. Ogłosił drukiem zbiory ustawodawstwa polskiego, liczne dokumenty średniowieczne, a także księgi sądowe, wydawnictwa z zakresu polskiego prawa kościelnego.
Przyjaźnił się z Henrykiem Sienkiewiczem. Jego córka Wandzia była, według niektórych badaczy literatury, pierwowzorem Nel z powieści W pustyni i w puszczy.
Zmarł 27 września 1919. Został pochowany na cmentarzu Rakowickim w Krakowie (kwatera U-płn-3).

## Ordery i odznaczenia
- Krzyż Komandorski Orderu Odrodzenia Polski (pośmiertnie, 11 listopada 1936)[9]